# Ibaan
Ibaan é um município de  segunda classe de renda municipal (d) na província Batangas, nas Filipinas. De acordo com o censo de 1 de maio  de  2020 possui uma população de 58 507 pessoas e 14 837 domicílios.